# گمینا بارچوو
گمینا بارچوو (به لهستانی:  Gmina Barczewo) یک گمینا در لهستان است که در شهرستان اولشتین واقع شده‌است. گمینا بارچوو ۳۱۹٫۸۵ کیلومتر مربع مساحت و ۱۶٬۵۲۵ نفر جمعیت دارد.